# A Toy Story: Alles hört auf kein Kommando
A Toy Story: Alles hört auf kein Kommando (umgangssprachlich und im Original bekannt als Toy Story 4) ist ein Film aus dem Jahr 2019 und die Fortsetzung von Toy Story 3 aus dem Jahr 2010. Wie seine drei Vorgänger ist er ein komplett computeranimierter Trickfilm der Pixar Animation Studios. Die Premiere war am 11. Juni 2019 in Los Angeles. Der offizielle Kinostart erfolgte in den USA am 21. Juni 2019. Der deutsche Kinostart war am 15. August 2019. Er wurde in Disney Digital 3-D gerendert. 2020 wurde der Film mit dem Oscar in der Kategorie „Bester animierter Spielfilm“ ausgezeichnet.

## Handlung
Der Film beginnt mit einem Rückblick zur Zeit zwischen dem zweiten und dritten Film, neun Jahre vor Beginn der aktuellen Handlung. Woody und seine Freunde müssen mitansehen, wie Andys kleine Schwester Porzellinchen weiterverschenkt. Woody hat die Wahl, mit ihr zu gehen, entscheidet sich letztendlich dagegen, da er Andys Lieblingsspielzeug ist und sein Verschwinden ihn traurig machen würde.
Mittlerweile leben Cowboy Woody und seine Freunde bei der kleinen Bonnie. Bonnie spielt lieber mit den anderen und Woody landet zusammen mit den älteren Spielsachen im Schrank. Als er unerlaubt Bonnie in die Vorschule begleitet, da sie sich fürchtet, hilft er ihr zufällig, ein neues Spielzeug namens Forky zu basteln. Forky besteht aus Abfall und muss sich an seine Existenz als Spielzeug gewöhnen. Ständig versucht er sich in Mülleimer zu begeben, da er sich selbst als Abfall sieht und nicht als Spielzeug.
Bei einem Familienausflug werden Woody und Forky vor dem nächsten Rastplatz von den anderen getrennt. Auf dem Rückweg zu den anderen erklärt Woody Forky, wieso er so wichtig für Bonnie ist, und dieser erkennt schließlich seine wahre Bestimmung an.
Die beiden kommen an einem Antiquitätenladen vorbei, wo Woody eine ihm bekannte Lampe sieht, nämlich die von Porzellinchen. Mit der Hoffnung, sie dort zu finden, betreten die beiden das Geschäft, treffen dort aber stattdessen auf eine Spielzeugpuppe namens Gabby. Da ihre Aufziehbox kaputt ist, will sie diese durch Woodys ersetzen, um endlich ganz zu sein und von der Enkelin der Besitzerin mitgenommen zu werden. Woody schafft es, vor ihr und den Handlangern zu fliehen, Forky bleibt jedoch zurück.
Unterdessen macht sich Buzz Lightyear auf den Weg, Woody und Forky zu finden.
Als er durch Umwege an einen Schießstand bei der Kirmes in der Nähe des Rastplatz landet, trifft er auf Ducky und Bunny, die bereit sind, ihm zu helfen, im Austausch dafür nimmt er die beiden mit zu Bonnie.
Woody ist inzwischen auf dem Weg zum Rastplatz, da er die Hilfe der anderen Spielsachen benötigt. Er verirrt sich auf einem Spielplatz mit lauter verlorenen Spielsachen, wo er überraschenderweise von Porzellinchen, ihren drei Schafen und Giggle McDimples gerettet wird. Sie sind bereit, ihm zu helfen, und so machen sie sich auf den Weg.
Auf dem Dach treffen sie auch auf Buzz und die beiden neuen Freunde. Im Inneren des Ladens suchen sie ein Spielzeug namens Duke Caboom, da sie seine Hilfe benötigen, um der Katze der Besitzerin zu entgehen.
Ihr Rettungsversuch geht schief, da Gabby durch eine Unterhaltung mit Forky von Woodys Loyalität erfahren hat und der Gruppe eine Falle stellt. Nachdem sie gerade so entkommen konnten, trennt sich Woody daraufhin von der Gruppe und kehrt zurück zu Gabby, wo er ihr seine Aufziehbox im Austausch für Forky anbietet.
Sie hält ihr Versprechen, doch sie wird von der Enkelin abgelehnt. Woody bietet ihr an, sich ihm und Forky anzuschließen. Kurz darauf stößt Porzellinchen mit den anderen zu ihnen, die für Woody nochmal umgekehrt ist.
Auf dem Weg zum Wohnmobil trennt sich Gabby von der Gruppe, als sie ein verirrtes Mädchen sieht und beschließt, bei ihr zu bleiben. Unterdessen konnten Buzz und Jessie sowie die anderen Spielsachen durch verschiedene Aktionen und Sabotagen das Wohnmobil auf die Kirmes lotsen, wo sie die anderen einsammeln wollen.
Während Woody hin- und hergerissen zwischen Bonnie und Porzellinchen ist, versichert ihm Buzz, dass Bonnie es auch ohne seine Hilfe schaffen wird, und er verabschiedet sich von den anderen Spielsachen, mit denen er schon seit seiner Zeit bei Andy zusammen ist. Er bleibt mit Porzellinchen, den Schafen, Giggle, Duke Caboom, Ducky und Bunny auf der Kirmes zurück, wo man im Abspann sieht, wie sie zusammen anderen Spielzeugen helfen, neue Besitzer zu finden.
Währenddessen wird Bonnie älter und kommt in die erste Klasse, hierbei bastelt Bonnie erneut einen Forky, doch dieses Mal ist dieser Forky weiblich.

## Synchronisation
Der deutsche Sprecher von Charlie Naseweis, Hartmut Neugebauer, verstarb bereits im Juni 2017. Michael Rüth, der Specki in allen drei Filmen seine Stimme lieh, ging 2014 in den Ruhestand und verstarb schließlich im Januar 2024. Michi Beck, der im Film letztlich Duke Caboom spricht, wurde ursprünglich gemeinsam mit Smudo für das Figuren-Duo Bunny und Ducky angefragt. Auf Grund vertraglicher Verpflichtungen Smudos kam diese Besetzung nicht zu Stande. Für die Synchronregie und das Synchronbuch war Pierre Peters-Arnolds verantwortlich. Die Synchronisation entstand bei der FFS München.
| Rolle                                 | Originalsprecher                              | Deutscher Sprecher                                         |
| ------------------------------------- | --------------------------------------------- | ---------------------------------------------------------- |
| Woody                                 | Tom Hanks                                     | Michael „Bully“ Herbig                                     |
| Buzz Lightyear                        | Tim Allen                                     | Walter von Hauff                                           |
| Porzellinchen (Bo Peep)               | Annie Potts                                   | Alexandra Ludwig                                           |
| Forky                                 | Tony Hale                                     | Marc Oliver Schulze                                        |
| Bonnie                                | Madeleine McGraw                              | Laura Jenni                                                |
| Aliens                                | Jeff Pidgeon                                  | Gerhard Acktun                                             |
| Jessie                                | Joan Cusack                                   | Carin C. Tietze                                            |
| Slinky Dog                            | Blake Clark                                   | Tobias Lelle                                               |
| Charlie Naseweis (Mr. Potato Head)    | Don Rickles                                   | Gerhard Jilka                                              |
| Specki (Hamm)                         | John Ratzenberger                             | Pierre Peters-Arnolds                                      |
| Rex                                   | Wallace Shawn                                 | Rick Kavanian                                              |
| Charlotte Naseweis (Mrs. Potato Head) | Estelle Harris                                | Inge Solbrig-Combrinck                                     |
| Bunny                                 | Jordan Peele                                  | Karim El Kammouchi                                         |
| Ducky                                 | Keegan-Michael Key                            | Julian Manuel                                              |
| Gabby Gabby                           | Christina Hendricks                           | Ulrike Jenni                                               |
| Duke Caboom                           | Keanu Reeves                                  | Michi Beck                                                 |
| Barbie                                | Jodi Benson                                   |                                                            |
| Giggle McDimples                      | Ally Maki                                     | Sonja Gerhardt                                             |
| Andy                                  | Jack McGraw (Kind) John Morris (Jugendlicher) | Benedikt Wintermeyer (Kind) Benjamin Krause (Jugendlicher) |
| Andys Mutter (Mrs. Davis)             | Laurie Metcalf                                | Maria Böhme                                                |

## Rezeption

### Einspielergebnis
Die weltweiten Einnahmen aus Kinovorführungen belaufen sich bei einem Budget von rund 200 Millionen US-Dollar auf 1,07 Milliarden US-Dollar, von denen der Film allein 434,04 Millionen im nordamerikanischen Raum einspielen konnte. Damit befindet er sich auf Platz 8 der finanziell erfolgreichsten Filme des Jahres 2019 und auf Platz 43 (Stand: 19. April 2025) der finanziell erfolgreichsten Filme aller Zeiten. In Deutschland verzeichnete der Film 901.523 Kinobesucher, durch die er 6,61 Millionen Euro erwirtschaften konnte.

### Auszeichnungen (Auswahl)
Annie Awards 2020
- Nominierung als Bester Film
- Nominierung für die Besten Effekte – Spielfilm (Alexis Angelidis, Amit Ganapati Baadkar, Greg Gladstone, Kylie Wijsmuller & Matthew Kiyoshi Wong)
- Nominierung für die Beste Musik – Spielfilm (Randy Newman)
- Nominierung für die Beste Synchronarbeit – Spielfilm (Tony Hale)
- Nominierung für das Beste Drehbuch – Spielfilm (Andrew Stanton & Stephany Folsom)
- Nominierung für den Besten Schnitt – Spielfilm (Axel Geddes, Torbin Xan Bullock & Greg Snyder)[12]

Art Directors Guild Awards 2020
- Auszeichnung in der Kategorie Animated Film[13]

British Academy Film Awards 2020
- Nominierung als Bester animierter Spielfilm

Chicago Film Critics Association Awards 2019
- Auszeichnung als Bester Animationsfilm[14]

Cinema Audio Society Awards 2020
- Auszeichnung in der Kategorie Animationsfilm[15]

Critics’ Choice Movie Awards 2020
- Auszeichnung als Bester Animationsfilm[16]

Detroit Film Critics Society Awards 2019
- Nominierung als Bester Animationsfilm[17]

Eddie Awards 2020
- Auszeichnung in der Kategorie Bester Filmschnitt – Animationsfilm (Axel Geddes)[18]

Golden Globe Awards 2020
- Nominierung als Bester Animationsfilm

Goldene Himbeere 2020
- Nominierung für den Himbeeren-Erlöser-Preis (Keanu Reeves, auch für John Wick: Kapitel 3)

Golden Reel Awards 2020
- Nominierung in der Kategorie Best Sound Editing: Sound Effects, Foley, Dialogue and ADR in an Animation Feature Film[19]

Grammy Awards 2020
- Nominierung als Best Song Written for Visual Media („The Ballad Of The Lonesome Cowboy“, Randy Newman & Chris Stapleton)

Hollywood Critics Association Awards 2020
- Auszeichnung als Bester Animationsfilm
- Nominierung für die Beste animierte oder VFX-Schauspielleistung (Tom Hanks)[20]

Hollywood Film Awards 2019
- Auszeichnung mit dem Hollywood Animation Award[21]

Houston Film Critics Society Awards 2020
- Nominierung als Bester Animationsfilm[22]

National Film & TV Awards 2019
- Auszeichnung als Bester Animationsfilm
- Nominierung für die Beste Darbietung in einem Animationsfilm (Tom Hanks)
- Nominierung für die Beste Darbietung in einem Animationsfilm (Tim Allen)[23]

Nickelodeon Kids’ Choice Awards 2020
- Nominierung als Bester Animationsfilm
- Nominierung als Bester Synchronsprecher in einem Animationsfilm (Tom Hanks)[24]

Online Film Critics Society Awards 2020
- Auszeichnung als Bester animierter Spielfilm[25]

Oscarverleihung 2020
- Auszeichnung als Bester animierter Spielfilm
- Nominierung für den Besten Song (I Can’t Let You Throw Yourself Away)

Producers Guild of America Awards 2020
- Auszeichnung als Bester Animationsfilm (Mark Nielsen & Jonas Rivera)[26]

San Diego Film Critics Society’s Awards 2019
- Nominierung als Bester Animationsfilm[27]

Satellite Awards 2019
- Nominierung als Bester Film – Animations- oder Mischfilm
- Nominierung für den Besten Filmsong (The Ballade of the Lonesome Cowboy)[28]

Seattle Film Critics Society Awards 2019
- Auszeichnung als Bester Animationsfilm[29]

St. Louis Film Critics Association Awards 2019
- Auszeichnung als Bester Animationsfilm[30]

Toronto Film Critics Association Awards 2019
- Nominierung als Bester Animationsfilm[31]

Visual Effects Society Awards 2020
- Auszeichnung in der Kategorie Herausragende erschaffene Umgebungen in einem Animationsfilm (Antiques Mall; Hosuk Chang, Andrew Finley, Alison Leaf & Philip Shoebottom)
- Nominierung in der Kategorie Herausragende visuelle Effekte in einem Animationsfilm (Josh Cooley, Mark Nielsen, Bob Moyer & Gary Bruins)
- Nominierung in der Kategorie Herausragende animierte Charaktere in einem Animationsfilm (Bo Peep; Radford Hurn, Tanja Krampfert, George Nguyen & Becki Rocha Tower)
- Nominierung in der Kategorie Herausragende virtuelle Kameraarbeit in einem CG-Projekt (Jean-claude Kalache & Patrick Lin)
- Nominierung in der Kategorie Herausragende Effektsimulationen in einem Animationsfilm (Alexis Angelidis, Amit Baadkar, Lyon Liew & Michael Lorenzen)[32]

Washington D.C. Area Film Critics Association Awards 2019
- Auszeichnung als Bester Animationsfilm
- Auszeichnung für die Beste Synchronarbeit (Tony Hale)
- Nominierung für die Beste Synchronarbeit (Tom Hanks)
- Nominierung für die Beste Synchronarbeit (Annie Potts)[33]